# Urška Pintar
Urška Pintar, auch Urša Pintar genannt, (* 3. Oktober 1985 in Ljubljana) ist eine slowenische Radrennfahrerin.

## Sportlicher Werdegang
Pintar betrieb zunächst Laufsport und wechselte erst wegen einer Knieverletzung zum Radsport, als sie 24 Jahre alt war. Sie etablierte sich schnell in der nationalen Spitze und stand von 2011 bis 2024 jedes Jahr auf dem Podium der nationalen Meisterschaften in mindestens einer der Disziplinen Straßenrennen oder Einzelzeitfahren. Dabei holte sie vier Titel, 2016 und 2017 im Einzelzeitfahren sowie 2020 und 2023 im Straßenrennen.
Auf internationaler Ebene konnte Pintar bislang keine Siege erzielen. Ihr erstes Top-10-Ergebnis hatte sie im Giro dell’Emilia Donne 2014, bei dem sie in ihrer Karriere noch öfter unter den ersten Zehn war. Einen Achtungserfolg hatte sie 2019 mit dem vierten Platz im Etappenrennen Vuelta a Burgos Feminas. Sie fuhr von 2014 bis 2019 jedes Jahr den Giro d’Italia Donne und war 2022 bei der Erstausgabe der Tour de France Femmes mit von der Partie, musste aber in der zweiten Etappe wegen Zeitüberschreitung aufgeben. Bei den Straßenradsport-Weltmeisterschaften war der 17. Platz 2020 ihr bestes Resultat.
Im Februar 2023 holte Pintar beim Aphrodite Cycling Race auf Zypern erstmals einen Podiumsplatz bei einem Eintagesrennen des internationalen Kalenders, dem bis Mitte 2024 noch sieben weitere folgten. Der slowenische Verband nominierte sie für die Olympischen Spiele 2024, wo sie das Straßenrennen sowie das Einzelzeitfahren bestritt.

## Erfolge
2016
 Slowenische Meisterin – Einzelzeitfahren
2017
 Slowenische Meisterin – Einzelzeitfahren
2020
 Slowenische Meisterin – Straßenrennen
2023
 Slowenische Meisterin – Straßenrennen